# 住吉 (江東區)
住吉（日语：／ Sumiyoshi */?）是東京都江東區的町名。現行行政地名為住吉一丁目與住吉二丁目。郵遞區號135-0002。

## 地理
位於江東區北部，深川地域內。北鄰毛利，東接大島，南連猿江，西接墨田區菊川，西北通墨田區江東橋。

## 歷史
1934年（昭和9年），深川猿江裏町一部分、深川東町一部分、深川本村町一部分合併成立深川住吉町，1968年（昭和43年）改稱住吉。

### 地名由來
1934年（昭和9年）成立時，以吉利的「吉」字命名為深川住吉町。與住吉神社沒有關連，附近也沒有同名神社。

## 交通

### 鐵路
- 住吉站（都營地下鐵新宿線、東京地下鐵半藏門線） - 半藏門線車站所在地為猿江。

### 巴士
- 東京都交通局

### 道路
- 東京都道50號東京市川線（新大橋通）
- 東京都道465號深川吾嬬線（四目通）

## 設施
- 江東住吉郵便局
- 江東區兒童會館
- 江東區立東川小學校
- 花籃保育園
- 猿江恩賜公園 - 園區跨毛利與住吉，南側為住吉。公園不在猿江。
  - 江東公會堂
  - 棒球場兼競技場

## 備註
1. ↑  江東区の世帯と人口（住民基本台帳による） 区民部区民課 平成25年8月1日現在[永久]
2. ↑  江東區の地名由来-江東區地域振興部文化観光課文化財係 （页面存档备份，存于），2012年6月1日閲覧。

## 外部連結
- 江東區官方網站（页面存档备份，存于）